# Ozeljan
Ozeljan is een plaats in Slovenië en maakt deel uit van de gemeente Nova Gorica in de NUTS-3-regio Goriška. De plaats telde 809 inwoners op 1 januari 2020.